# Ernest Bai Koroma
Ernest Bai Koroma (Makeni, 2 de octubre de 1953) es un político sierraleonés, presidente de Sierra Leona desde 2007 hasta 2018. Lidera el Congreso de Todo el Pueblo (APC), que fue el principal partido opositor hasta su designación presidencial. Accedió al poder el 17 de septiembre de 2007 tras ganar las elecciones presidenciales en la segunda vuelta.

## Biografía
Nació en una familia cristiana del norte, zona de religión predominantemente musulmana. Fue miembro de la Iglesia weslesiana de Sierra Leona. Se casó con Sia Koroma, hija del político y abogado Abu Aiah Koroma, el 18 de marzo de 1986, en la iglesia King Memorial UMC de Freetown. Ambos tienen dos hijas: Alice y Dankay. 
Su carrera política comenzó en 2002 al convertirse en presidente del APC al que consolida como principal partido opositor. En las elecciones de ese año es derrotado claramente por Ahmad Tejan Kabbah pero Koroma consolida su segunda posición con el 22% de los votos. Antes de la política se dedicó al mundo empresarial.
Para las elecciones de 2007, el candidato favorito era el vicepresidente Solomon Berewa aunque se preveía una segunda vuelta ya que parecía difícil que algún candidato superará el 55% de los votos. Fue así, pero ya Koroma quedó por encima de Berewa en la primera vuelta (44-38%), celebrada el 11 de agosto. La segunda vuelta, celebrada el 8 de septiembre dieron la victoria a Koroma con más del 54% de los votos y casi un 70% de participación. Fueron estas las primeras elecciones libres sin supervisión de la ONU. Al ser elegido, Koroma aseguró que gobernaría para todos, independientemente de los votos. En noviembre de 2012 fue reelegido como presidente al lograr el 58,7% de los votos en la primera vuelta, más de veinte puntos por encima de su principal rival, Julius Maada Bio.
En diciembre de 2023, Ernest Bay Koroma fue puesto bajo arresto domiciliario tras dos días de interrogatorio tras los hechos ocurridos el 26 de noviembre de 2023 durante unas manifestaciones, calificadas de intento de golpe de Estado por las autoridades de Sierra Leona.